# Leavenworth (Indiana)
Leavenworth is een plaats (town) in de Amerikaanse staat Indiana, en valt bestuurlijk gezien onder Crawford County.

## Demografie
Bij de volkstelling in 2000 werd het aantal inwoners vastgesteld op 353.
In 2006 is het aantal inwoners door het United States Census Bureau geschat op 351, een daling van 2 (-0.6%).

## Geografie
Volgens het United States Census Bureau beslaat de plaats een oppervlakte van
2,3 km², waarvan 2,2 km² land en 0,1 km² water. Leavenworth ligt op ongeveer 212 m boven zeeniveau.

## Plaatsen in de nabije omgeving
De onderstaande figuur toont nabijgelegen plaatsen in een straal van 20 km rond Leavenworth.